# Lunar New Year Cup
La Lunar New Year Cup, conocida anteriormente como Carlsberg Cup y Carlsberg Challenge en diversos periodos por patrocinios, es un torneo internacional de fútbol de carácter amistoso organizado por la Asociación de fútbol de Hong Kong (HKFA) desde 1908, como parte de las celebraciones por el Año Nuevo chino. 
El torneo fue denominado Carlsberg Cup desde 1986 hasta 1989 y desde 1993 hasta 2006, con el Grupo Carlsberg como patrocinador oficial del evento. Además, durante 2011 y 2012 se lo denominó Asian Challenge Cup. Desde 1993 hasta 2007 el torneo contó con la participación de selecciones nacionales, de allí en adelante volvió a ser una competencia de clubes.

## Nombre de la competición y patrocinadores
| Año       | Nombre                                            | Patrocinador                          |
| --------- | ------------------------------------------------- | ------------------------------------- |
| 1983      | Coupe du Solvil et Titus                          | Solvil et Titus                       |
| 1984      | Copa Adidas Gold                                  | Adidas                                |
| 1986–89   | Copa Carlsberg                                    | Carlsberg                             |
| 1990–92   | Copa Marlboro                                     | Malboro                               |
| 1993–2006 | Copa Carlsberg                                    | Carlsberg                             |
| 2008      | Copa Wing Lung Bank                               | Wing Lung Bank                        |
| 2010      | Fortis Insurance Company Tiger Lunar New Year Cup | Fortis Insurance Company              |
| 2011      | Copa RedMR Asian Challenge                        | RedMR                                 |
| 2012      | Copa Nikon Asian Challenge                        | Nikon                                 |
| 2013      | Copa China Mobile Satellite Communications        | China Mobile Satellite Communications |
| 2014      | Copa AET                                          | AET                                   |
| 2017      | Nike Lunar New Year Cup                           | Nike                                  |
| 2019      | Copa Tonghai Financial Chinese New Year           | China Tonghai Financial               |

## Campeonatos
| Edición   | Final                       | Final                   | Final                   | Tercer y cuarto puesto  | Tercer y cuarto puesto  | Tercer y cuarto puesto  |
| Edición   | Campeón                     | Resultado               | Finalista               | Tercero                 | Resultado               | Cuarto                  |
| --------- | --------------------------- | ----------------------- | ----------------------- | ----------------------- | ----------------------- | ----------------------- |
| 1908-1973 | Ediciones de exhibición     | Ediciones de exhibición | Ediciones de exhibición | Ediciones de exhibición | Ediciones de exhibición | Ediciones de exhibición |
| 1974      | Hong Kong FA                | –                       | Juventus                | Sporting CP             |                         |                         |
| 1975      | Independiente               | –                       | Hong Kong FA            | Hong Kong All-Stars     |                         |                         |
| 1976      | Grasshopper                 | –                       | Hong Kong All-Stars     | Hong Kong FA            |                         |                         |
| 1977      | Sparta Rotterdam            | –                       | Hong Kong FA            | Hong Kong All-Stars     |                         |                         |
| 1978      | China                       | –                       | Servette FC             | Hong Kong FA            |                         |                         |
| 1979      | Guangdong                   | –                       | Östers IF               | Hong Kong All-Stars     |                         |                         |
| 1980      | Red Star Belgrade           | –                       | Hong Kong All-Stars     | Hong Kong FA            |                         |                         |
| 1981      | Dinamo Zagreb               | –                       | Hong Kong All-Stars     | Hong Kong FA            |                         |                         |
| 1982      | Austria Viena               | 1–0                     | Hallelujah FC           | Seiko SA                | 1–1 (5–3 p.)            | Hong Kong All-Stars     |
| 1983      | Hong Kong All-Stars         | 2–0                     | Hallelujah FC           | AGF                     | 3–1                     | Beijing                 |
| 1984      | FK Partizan                 | 1–0                     | Hong Kong All-Stars     | Daewoo Royals           | 2–1                     | Lyngby Boldklub         |
| 1985      | Hong Kong British All-Stars | 1–0                     | Hong Kong All-Stars     | Guangzhou               | N/A                     | Shanghái                |
| 1986      | Paraguay                    | –                       | Corea del Sur           | Hong Kong All-Stars     |                         |                         |
| 1987      | Brøndby IF                  | 2–0                     | Hong Kong FA            | Beijing                 | 1–0                     | Shanghái                |
| 1988      | Hong Kong All-Stars         | 0–0 (5–3 p.)            | AGF                     | Lucky-Goldstar FC       | 3–0                     | Dalian Shide            |
| 1989      | Malmö FF                    | –                       | China                   | Hong Kong FA            |                         | Odense BK               |
| 1990      | Sparta Praga                | 2–0                     | China                   | Spartak de Moscú        | 4–1                     | Hong Kong All-Stars     |
| 1991      | Hong Kong All-Stars         | 3–1                     | Aston Villa             | FC Dynamo Moscú         | 2–0                     | Tailandia               |
| 1992      | Hong Kong All-Stars         | 2–2 (3–2 p.)            | FK Partizan             | Steaua Bucureşti        | 2–0                     | Young Boys              |
| 1993      | Suiza                       | 3–2                     | Hong Kong All-Stars     | Dinamarca sub-21        | 2–1                     | Japón                   |
| 1994      | Dinamarca                   | 2–0                     | Hong Kong All-Stars     | Rumania                 | 2–1                     | Estados Unidos          |
| 1995      | Yugoslavia                  | 1–0                     | Corea del Sur           | Colombia                | 3–1                     | Hong Kong All-Stars     |
| 1996      | Suecia                      | 1–1 (5–4 p.)            | Japón                   | Polonia                 | 1–0                     | Hong Kong All-Stars     |
| 1997      | Rusia                       | 2–1                     | Suiza                   | Yugoslavia              | 3–1                     | Hong Kong All-Stars     |
| 1998      | Nigeria                     | 2–0                     | Hong Kong All-Stars     | Irán                    | 1–1 (4–2 p.)            | Chile                   |
| 1999      | México                      | 3–0                     | Egipto                  | Bulgaria                | 3–0                     | Hong Kong All-Stars     |
| 2000      | República Checa             | 2–1                     | México                  | Japón                   | 0–0 (6–5 p.)            | Hong Kong All-Stars     |
| 2001      | Noruega                     | 2–1                     | Hong Kong All-Stars     | Corea del Sur           | 1–1 (6–5 p.)            | Paraguay                |
| 2002      | Honduras                    | 1–0                     | Hong Kong All-Stars     | Eslovenia               | 0–0 (4–3 p.)            | China                   |
| 2003      | Uruguay                     | 1–1 (4–2 p.)            | Irán                    | Dinamarca               | 2–1                     | Hong Kong All-Stars     |
| 2004      | Noruega                     | 3–1                     | Honduras                | Suecia                  | 3–0                     | Hong Kong All-Stars     |
| 2005      | Brasil                      | 7–1                     | Hong Kong FA            | –                       | –                       | –                       |
| 2006      | Dinamarca                   | 3–1                     | Corea del Sur           | Croacia                 | 4–0                     | Hong Kong FA            |
| 2007      | Jamaica sub-23              | 0–0 (5–4 p.)            | China sub-23            | Australia sub-23        | 2–2 (5–3) PSO           | Hong Kong All-Stars     |
| 2008      | Hong Kong All-Stars         | 2–1                     | HNK Hajduk Split        | Peñarol                 | 1–1 (5–4 p.)            | Ulsan Hyundai           |
| 2009      | South China & Pegasus       | 2–1                     | Sparta Praga            | Suwon Samsung           | 0–0 (5–4 p.)            | Hong Kong All-Stars     |
| 2010      | Pohang Steelers             | –                       | Kitchee                 | TSW Pegasus FC          |                         |                         |
| 2011      | Tianjin Teda                | 0–0 (5–3 p.)            | Guangzhou Evergrande    | Ulsan Hyundai           | 4–2                     | South China             |
| 2012      | Seongnam                    | 5–1                     | Shimizu S-Pulse         | Guangzhou R&F           | 1–1 (3–1 p.)            | South China             |
| 2013      | Busan IPark                 | 1–0                     | Shanghai East Asia      | Hong Kong All-Stars     | 1–0                     | Muangthong United       |
| 2014      | Citizen Cuenca United       | 2–0                     | Olhanense               | Krylia Sovetov          | 1–0                     | FC Tokyo                |
| 2015      | New York Cosmos             | 2–2 (4–2 p.)            | South China             | –                       | –                       | –                       |
| 2016      | Hong Kong All-Stars         | 4–0                     | Hong Kong FA            | –                       | –                       | –                       |
| 2017      | Auckland City               | 1–0                     | Kitchee                 | Muangthong United       | 1–0                     | FC Seoul                |
| 2018      | Hong Kong All-Stars         | 4–3                     | Hong Kong FA            | –                       | –                       | –                       |
| 2019      | Shandong Luneng             | 3–1                     | Sagan Tosu              | Hong Kong All-Stars     | 1–0                     | Auckland City           |
| 2020-23   | Cancelado.                  | Cancelado.              | Cancelado.              | Cancelado.              | Cancelado.              | Cancelado.              |
| 2024      | World Legends               | 7–3                     | Hong Kong Legends       | –                       | –                       | –                       |
| 2025      | World Legends               | 3–3 (6–5 p.)            | Hong Kong Legends       | –                       | –                       | –                       |